# Hebraico samaritano
O hebraico samaritano é um idioma descendente do hebraico bíblico tal como é pronunciado e escrito pelos samaritanos. É utilizado atualmente para na leitura tradicional do Pentateuco samaritano.

## Escrita

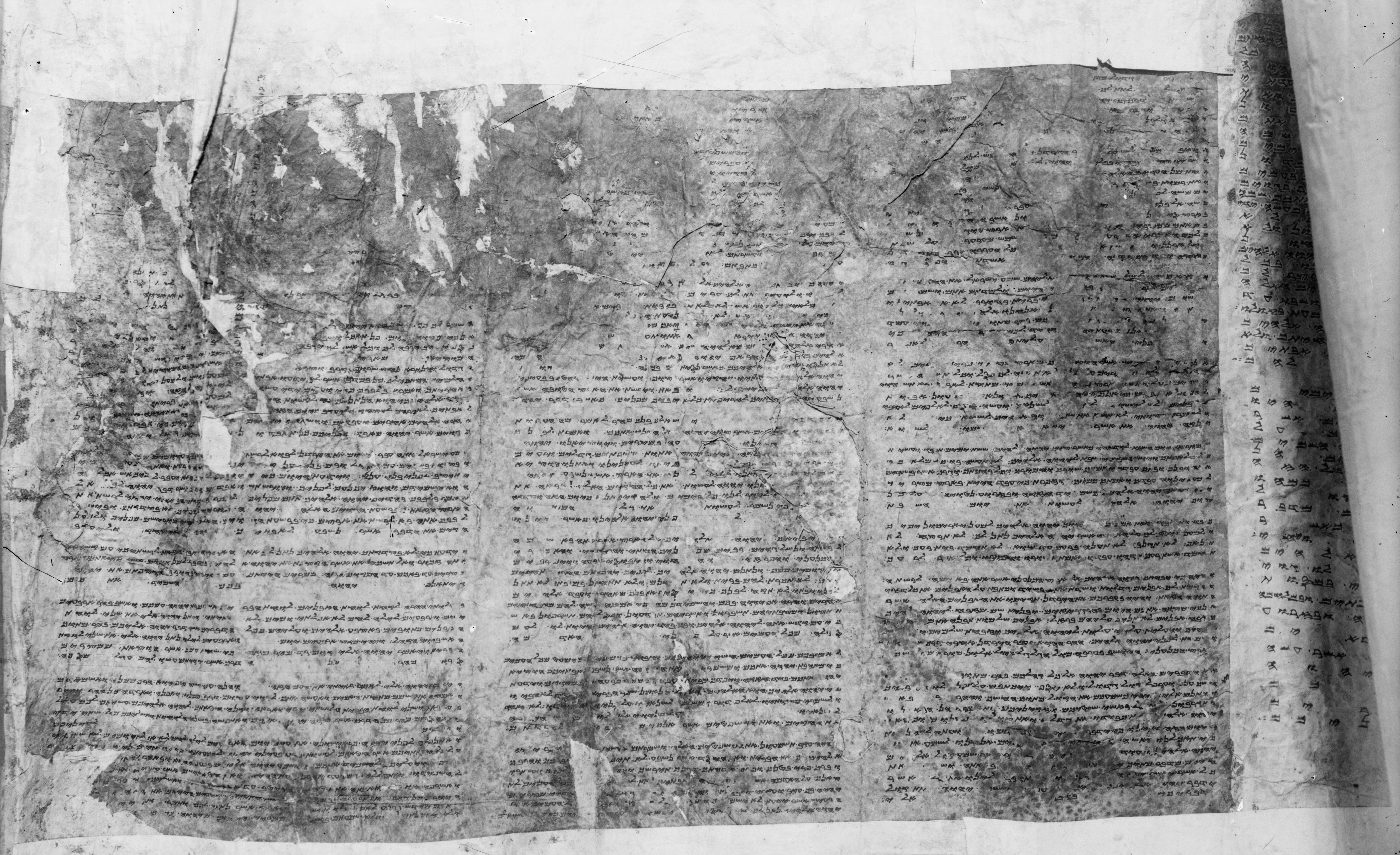
Detalhe do Pentateuco samaritano de Nabul, em hebraico samaritano.

O hebraico samaritano é escrito no alfabeto samaritano, um descendente direto do alfabeto paleo-hebraico (que por sua vez é uma variação do alfabeto fenício), enquanto todas as outras variantes do hebraico são escritas no alfabeto hebraico, uma variação posterior do alfabeto aramaico.

## Pronúncia
A pronúncia samaritana do hebraico difere em vários aspectos da maior parte das outras. As laringais he e heth desapareceram ou foram transformadas em vogais. O behth e o waw são pronunciados como b (e seus nomes são Bîhth e Baa), e apenas o conjuntivo-waw é pronunciado como u. Não há uma pronúncia dobrada do shin como no hebraico judaico; sua pronúncia é sempre sh. Consoantes com o daguesh são pronunciadas com geminação. O acento tônico costuma ser na penúltima, e não na última sílaba.

## Fonologia
| Nome               | Letra | Fonema e alófono (AFI)               |
| ’ālāph             | א     | /ʔ/                                  |
| bîhṯ               | ב     | /b/ - v alofonicamente               |
| Gā´mān             | ג     | /ɡ/ - ɣ alofonicamente1              |
| Dā´lath            | ד     | /d/ - ð alofonicamente1              |
| Iē’                | ה     | /i/, mudo no fim de palavras.2       |
| bā                 | ו     | /b/, mudo depois de /o/ ou /u/ 2     |
| zēn                | ז     | /ð/                                  |
| ihēṯ               | ח     | /i/,                                 |
| ṭiṯ                | ט     | /tˁ/                                 |
| Yūhth              | י     | /j/, mudo depois de /ɛ/, /e/ ou /i/2 |
| káph               | כ, ך  | /k/ - x alofonicamente1              |
| Lā´bāth.           | ל     | /l/                                  |
| mīm                | מ, ם  | /m/                                  |
| Nūn                | נ, ן  | /n/                                  |
| Sîn´gath/Sîn´kath. | ס     | /s/                                  |
| ‛A´yîn             | ע     | /ʕ/, (/ɣ/3)                          |
| phī’'              | פ, ף  | /p/ - f alofonicamente1              |
| Tsa•dhey´          | צ, ץ  | /sˁ/                                 |
| Qūhph.             | ק     | /kˁ/ (ou /q/)                        |
| Rīhšh.             | ר     | /r/ (vibrante como no árabe)         |
| śhan/              | ש     | /ɬ/, /ʃ/                             |
| tāph               | ת     | - θ                                  |